# Fusillades d'Avrillé
Les fusillades d’Avrillé désignent l’exécution de plusieurs centaines ou milliers d’hommes et de femmes fusillés par les Républicains durant la guerre de Vendée. Elles se déroulent sous la Terreur pendant  la Révolution française. 

## Déroulement des exécutions
À la suite de la défaite des Vendéens durant la Virée de Galerne, à la mise en place de la Terreur et au début des colonnes infernales, les Républicains font prisonniers des milliers de Vendéens.
À Angers, dirigés par les représentants en mission Nicolas Hentz et Adrien Francastel, les prisonniers passent en jugement sommaire devant les commissions militaires.
Les exécutions ont lieu dans un champ de la ferme Desvallois à Avrillé. Le lieu sera par la suite rebaptisé « le Champ des Martyrs ». Au total on relève neuf fusillades, du 12 janvier au 16 avril 1794,.

## Origine géographique des victimes
Selon Pierre-Marie Gaborit et Nicolas Delahaye, l’origine géographique des victimes est la suivante :
- « Vendée angevine » (Mauges et basse vallée du Layon, département de Maine-et-Loire) : 67,9 %
- Maine-et-Loire, hors de la Vendée militaire : 18,0 %
- Vendée : 4,5 %
- Deux-Sèvres : 3,8 %
- Bretagne : 2,8 %
- Mayenne et Sarthe : 1,5 %
- Autres : 1,5 %

## Bilan humain
Le nombre des victimes n’est pas connu avec précision. Selon un mémoire rédigé en 1816 par l'abbé Gruget, ancien prêtre réfractaire et contemporain des événements, 1 994 personnes au total sont fusillées au Champ des Martyrs. D’autres auteurs vont jusqu’à 2 300, voire 3 000 morts. Au début du XXe siècle, les recherches des abbés Uzureau et Houbedine permettent l’identification de 863 victimes.
En 1984, 84 victimes des fusillades d’Avrillé et 15 personnes guillotinées sur la place du Ralliement à Angers sont béatifiées par l’Église catholique. Elles sont appelées les « martyrs d'Angers ».
En 1995, Pierre-Marie Gaborit et Nicolas Delahaye arrivent à un total d’environ 2 480 morts et indiquent que les exécutions se déroulent ainsi   :
- Le 12 janvier : 500 victimes, principalement des hommes, paysans et artisans.
- Le 15 janvier : 300 victimes, des hommes âgés de 18 à 65 ans.
- Le 18 janvier : 250 victimes, parmi lesquelles beaucoup de femmes, âgées de 19 à 63 ans.
- Le 20 janvier : 400 victimes, des hommes âgés de 17 à 65 ans.
- Le 21 janvier : 150 victimes, hommes et femmes.
- Le 22 janvier : 80 victimes.
- Le 1er février : 400 victimes, principalement des femmes, âgées de 18 à 72 ans.
- Le 10 février : 200 victimes, des hommes et des femmes, âgés de 16 à 71 ans.
- Le 16 avril : 200 victimes, hommes et femmes.

En 2007, après avoir confronté les listes nominatives des condamnés, les extraditions des prisons et les séries lacunaires, Jacques Hussenet estime qu'un nombre de 1 200 à 1 400 victimes est vraisemblable, mais sans certitude.
En 2014, l'historien Jean-Clément Martin indique que les neuf fusillades d'Avrillé font chacune entre 200 et 400 morts.
En 2021, l'historien et professeur Jean-François Couet conclut dans une nouvelle étude que le nombre des victimes des fusillades d'Avrillé se monte à plus de 2 000 personnes.

## Mémoire dans l'art
- Vitraux de la chapelle du Champ des Martyrs d'Avrillé par Jean Clamens.
- Fresque de l'église Notre-Dame de la Charité, Saint-Laurent-de-la-Plaine, par Abel Pineau: La Vierge Marie emportant au ciel les âmes des trois femmes (les "trois Marie" de Saint-Laurent-de-la-Plaine) fusillées au Champ des Martyrs d'Avrillé le 1er février 1794.

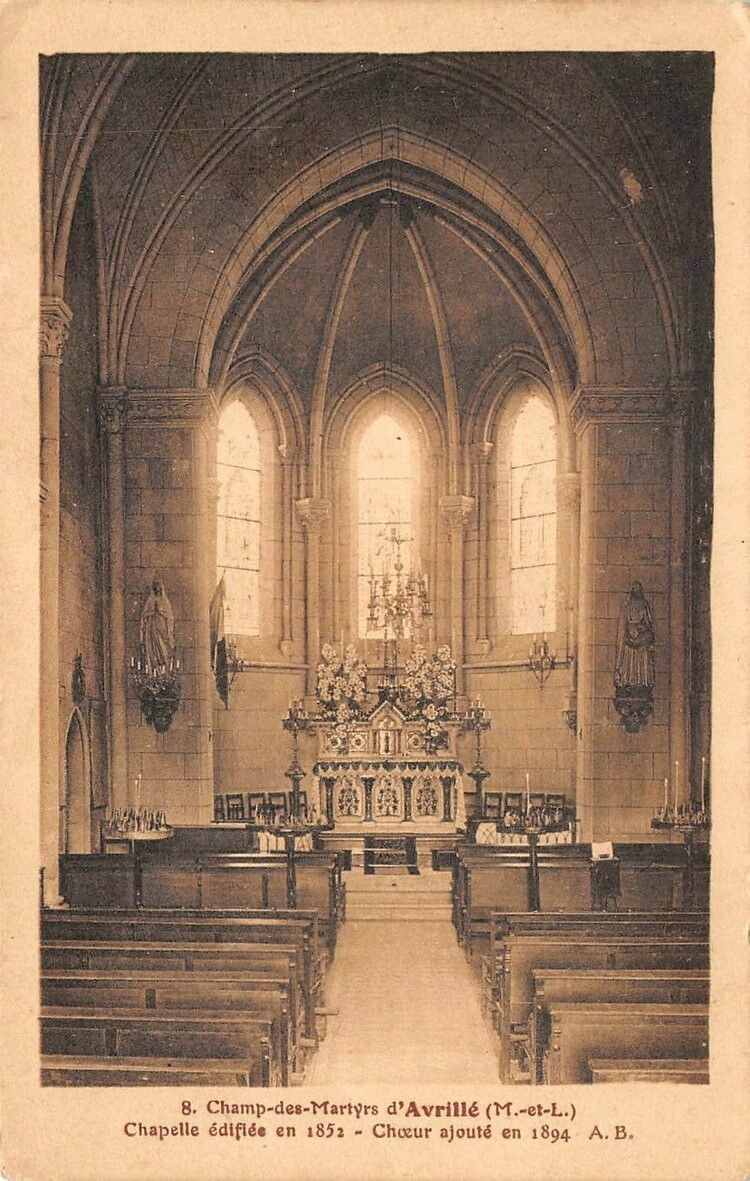
Intérieur de la chapelle du Champ des Martyrs d'Avrillé, à Avrillé.